# 雲原村
雲原村（くもはらむら）は、京都府天田郡にあった村。現在の福知山市雲原にあたる。

## 地理
- 山岳：三岳山、三国山、江笠山
- 河川：雲原川
- 峠：与謝峠[1]、神懸峠[2]

## 歴史
- 1889年（明治22年）4月1日 - 町村制の施行により、近世以来の与謝郡雲原村が単独で自治体を形成。
- 1902年（明治35年）4月1日 - 所属郡が天田郡に変更。
- 1934年（昭和9年）9月 - 室戸台風による大災害[3]。
- 1955年（昭和30年）4月1日 - 福知山市に編入。同日雲原村廃止。

## 行政
歴代村長
- 西原亀三（1935年1月 - 1951年1月[4]） - 寺内正毅の側近として、西原借款を実現させたことで知られる。室戸台風被害を受けた村民の陳情により村長に就任[5]。砂防工事を内務省の赤木正雄と相談し、大蔵大臣高橋是清に掛け合い京都府直営工事として実施させた[5]。

## 施設
学校
- 公誠小学校（北緯35度25分23.5秒 東経135度05分00.2秒 / 北緯35.423194度 東経135.083389度）[6]- 児童数は昭和30年代前半までは200人以上だったが、過疎化の進行に伴い、2017年現在は休校中である[7]。

郵便局
- 雲原郵便局 - 1878年（明治11年）開設。

砂防施設
- 雲原砂防関連施設群 - 1934年（昭和9年）から1952年（昭和27年）まで18年間にわたる工事で完成。堰堤工9基、床固工129基、流路工延長15km[3][5]。2006年（平成18年）、砂防施設としては初めて国の登録記念物として登録された[8][9]。

## 交通

### 道路
- 国道176号